# Colonia de artistas de Worpswede

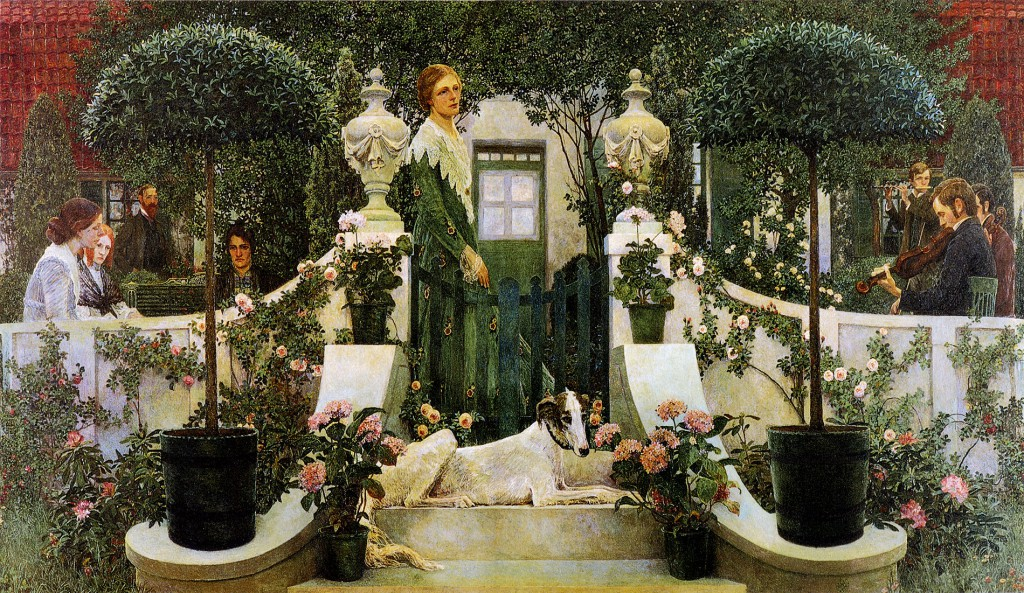
El grupo de Worpswede pintado por Heinrich Vogeler en 1905.

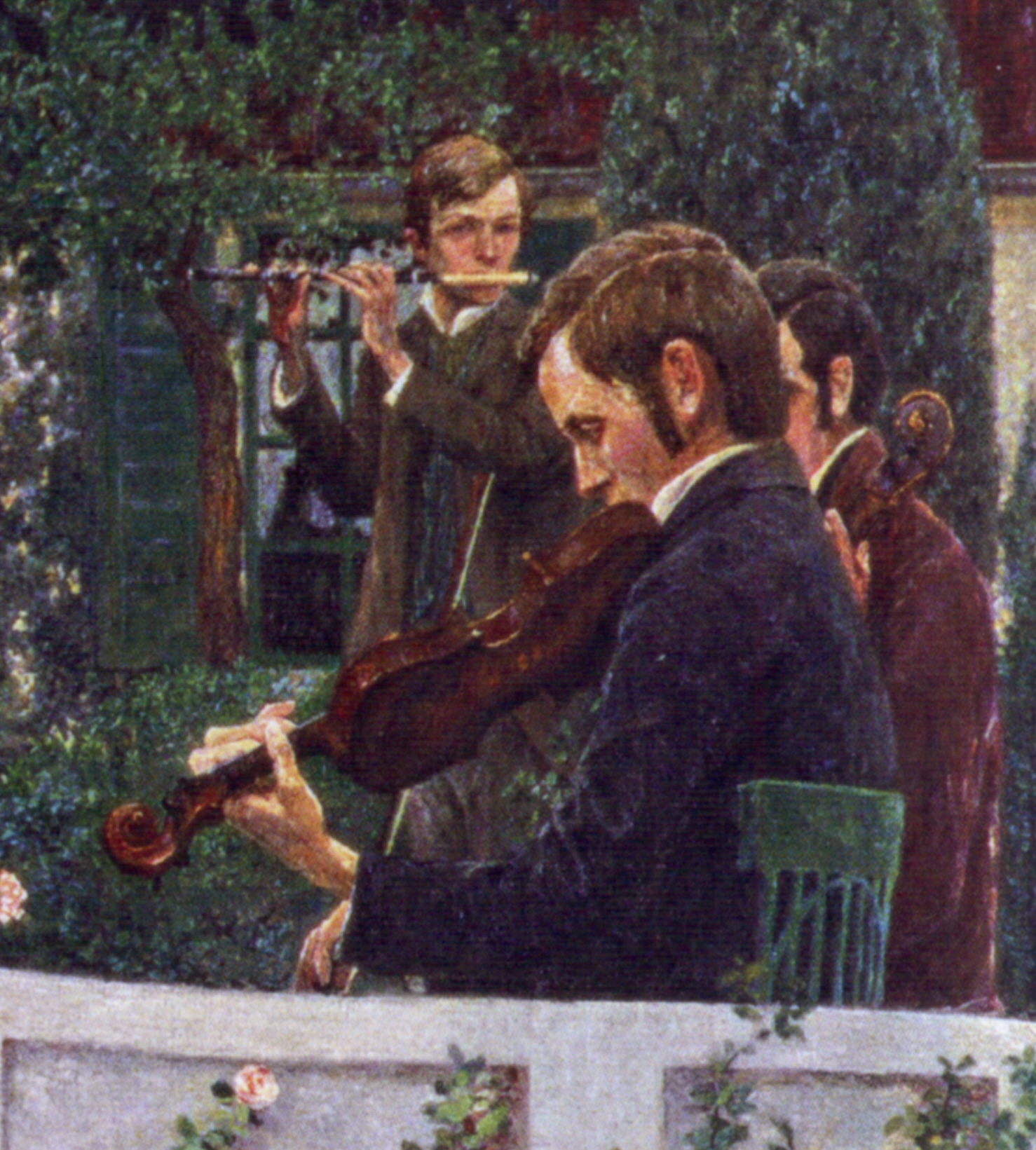
Heinrich Vogeler - Gran Espectáculo de Arte Worpswede; Detalle: Franz Vogeler (hermano del pintor), Martin Schröder (cuñado del pintor) y, escondido, Heinrich Vogeler tocando música 1905

La colonia de artistas de Worpswede se originó en el verano de 1889 en la localidad alemana de Worpswede, imitando el modelo francés de Barbizón. Su artista más representativa sería con el paso del tiempo Paula Modersohn-Becker. El poeta Rainer Maria Rilke, publicó un libro sobre la colonia en 1903.
La colonia tuvo un segundo periodo como foco de la ideología artística del nacional socialismo. Y más tarde, a partir de la década de 1970, un tercer periodo, como centro artístico-cultural alemán.

## Historia
Siguiendo los pasos del escritor de viajes Johann Georg Kohl, tres artistas descontentos con los cánones de la pintura oficial, decidieron crear una colonia en Worpswede, un pueblecito en medio del Pantano del Diablo («Teufelsmoor»), no muy lejos de Bremen, al norte de Alemania. Sus nombres eran Fritz Mackensen, Hans am Ende y Otto Modersohn. El año, 1889. El objetivo del grupo, inicialmente instalado en Worpswede y poco después en el pueblo vecino de Westerwede, fue reivindicar su independencia frente a las grandes academias artísticas. La mayoría de ellos eran antiguos alumnos de la Academia de las Bellas artes de Düsseldorf, una institución que había brillado con Wilhelm von Schadow. Como muchos jóvenes artistas del siglo XIX consideraban las academias de pintura como instituciones oficiales y a sus profesores y métodos obsoletos. Con Worpswede, aspiraban a crear un espacio con, por y para la naturaleza, como antes hiciera Théodore Rousseau con la escuela de Barbizon. Como en Francia, el objetivo era doble: trabajar «au plein air», revolucionando así la técnica pictórica, y reflejar en su obra a la población campesina, que juzgaban de una pureza aún original y no corrompida por la civilización. Una gran ayuda para la supervivencia de la colonia fueron los encargos del industrial Ludwig Stollwerck, solicitando la ayuda del grupo de artistas para los diseños publicitarios de su fábrica de chocolates de Colonia.
En 1893, cuatro años después de la fundación, se unió al círculo Fritz Overbeck, y al año siguiente Heinrich Vogeler y Carl Vinnen. En 1898, en las clases que Mackensen impartía en la colonia, coincidieron dos alumnas que llegarían a ser íntimas amigas: Paula Becker y la aspirante a escultora Clara Westhoff. En 1901, Paula se casaría con Otto Modersohn, Clara con Rilke y Martha Schroeder con el polifacético Vogeler, a quien el reparto de la herencia paterna en 1895, le había permitido diseñar -como una creación total- su casa y jardines en Worspwede (la Barkenhoff, la finca de los abedules), que sirvió de punto de encuentro para artistas e intelectuales de todo tipo.
Las elecciones al Reichstag, el 5 de marzo de 1933, y el triunfo arrollador del partido nazi en Worpswede, escindió la colonia en dos facciones: Fritz Mackensen y Carl Emil Uphoff se subieron al carro de los vencedores, mientras otros como Heinrich Vogeler (que en su círculo de Barkenhoff, ponía en práctica la utopía de una sociedad sin clases) se vieron obligados a emigrar. Durante unos años, la antigua colonia se convirtió en uno de los modelos de la pureza de raza asociada al concepto nazi de la madre tierra.

## Artistas del grupo inicial
- Otto Modersohn  (1865-1943) pintor y fundador
- Paula Modersohn-Becker pintora
- August Haake pintor
- Fritz Mackensen (1866-1953) pintor y fundador
- Carl Emil Uphoff pintor
- Fritz Overbeck pintor
- Hermine Overbeck-Rohte pintora
- Heinrich Vogeler pintor
- Carl Vinnen pintor
- Hans am Ende (1864-1918) pintor y fundador
- Karl Krummacher pintor
- Clara Westhoff escultora
- Walter Bertelsmann pintor
- Bernhard Hoetger arquitecto, escultor y pintor
- Wilhelm Scharrelmann escritor
- Alfred Schulze arquitecto
- Theodor Herrmann pintor
- Carl Vinnen pintor

## Retratos

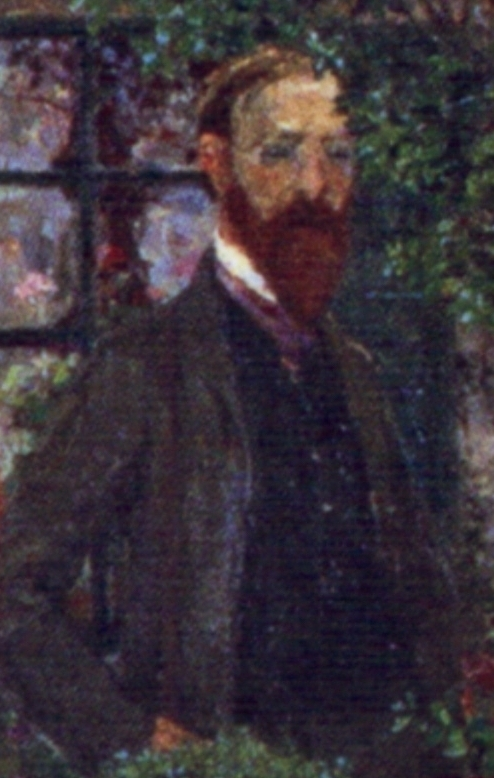
Detalle de Otto Modersohn en el Sommerabend (1905) de Heinrich Vogeler.
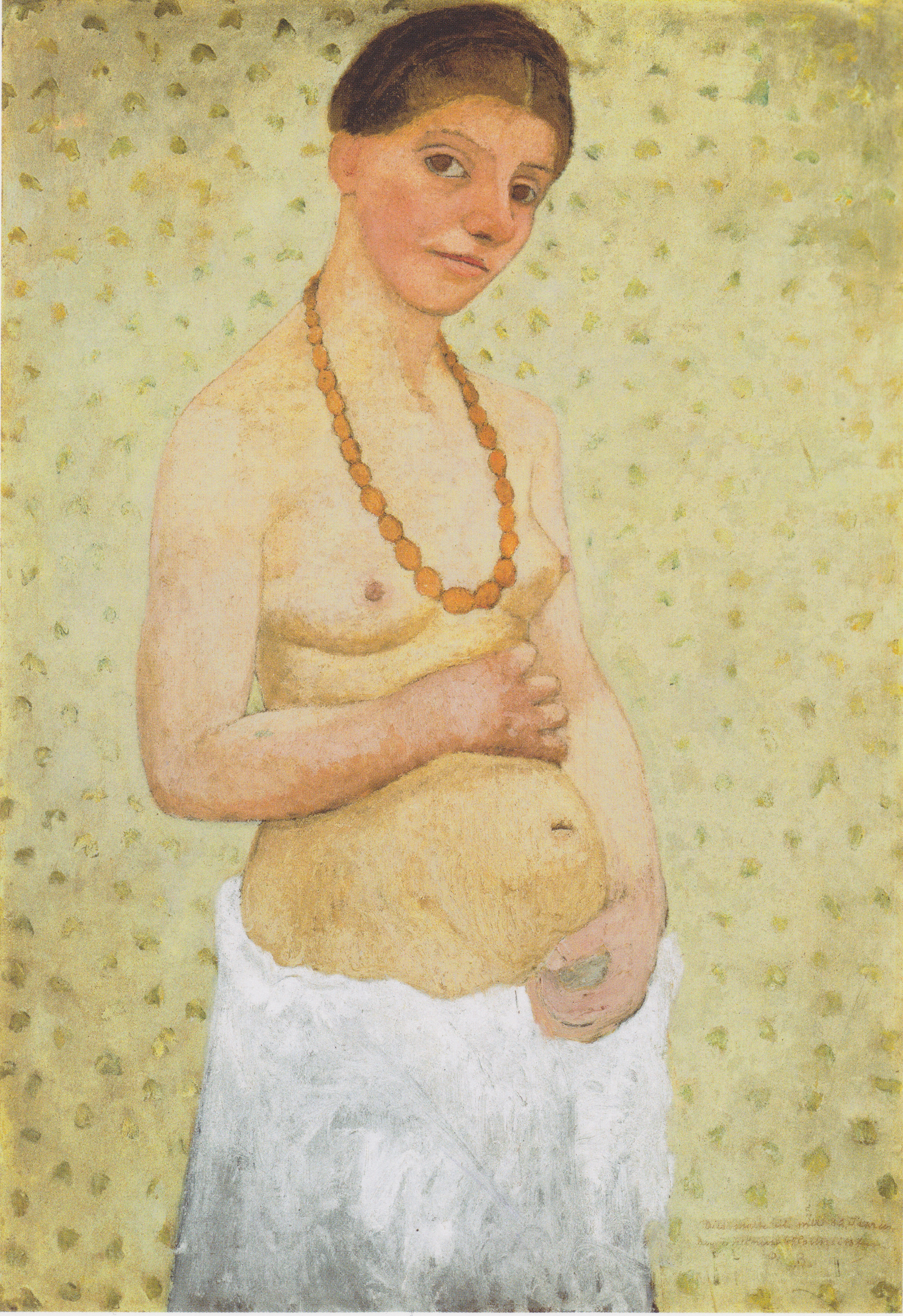
Paula Moderson-Becker: Autorretrato en el sexto aniversario de bodas (1906).
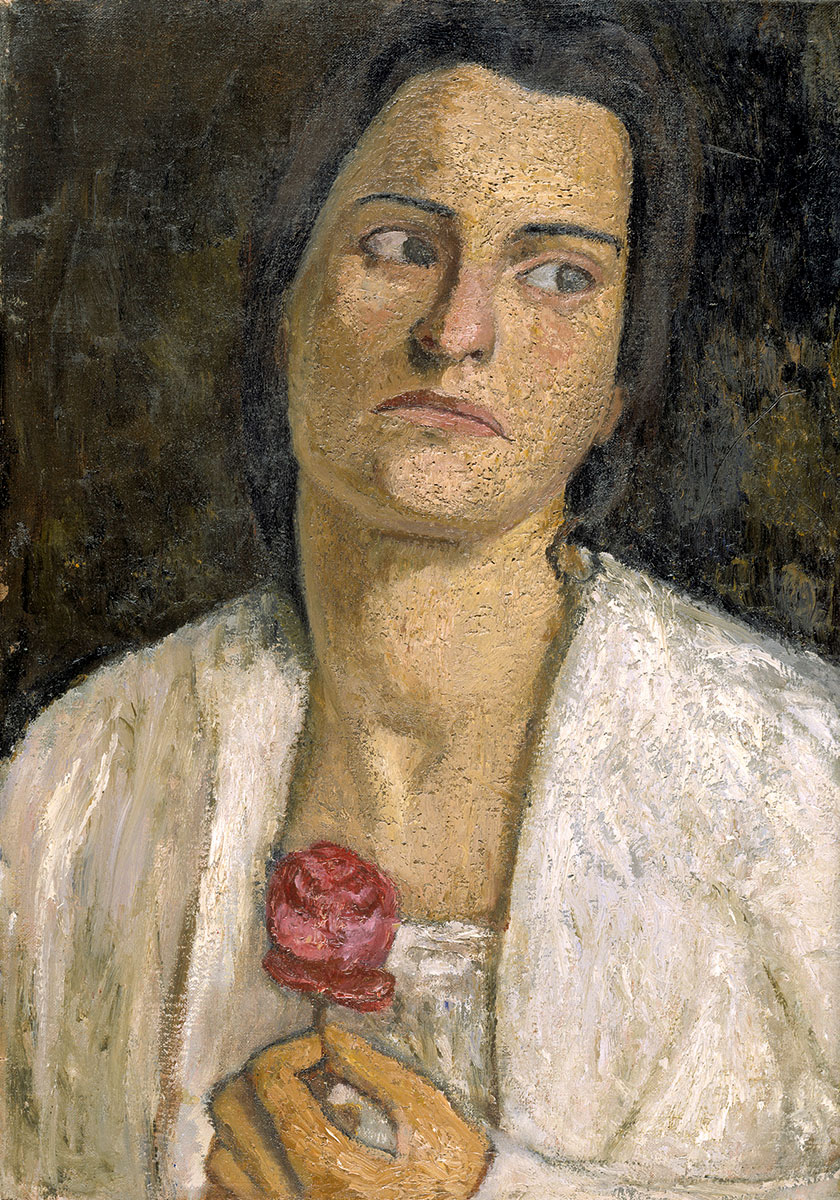
Retrato de Clara Westhoff, por Paula Modersohn-Becker (1905).
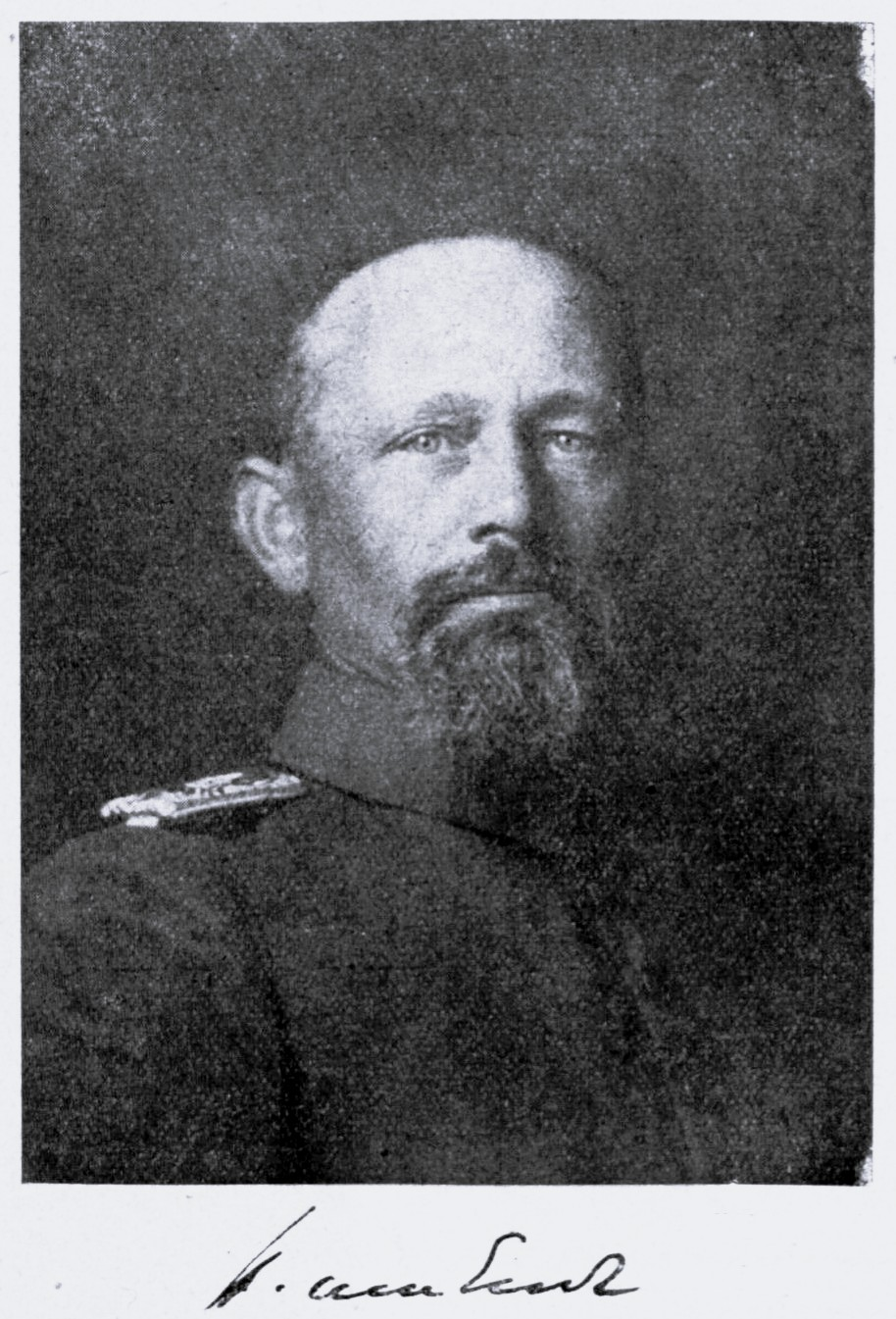
Hans am Ende en 1916.
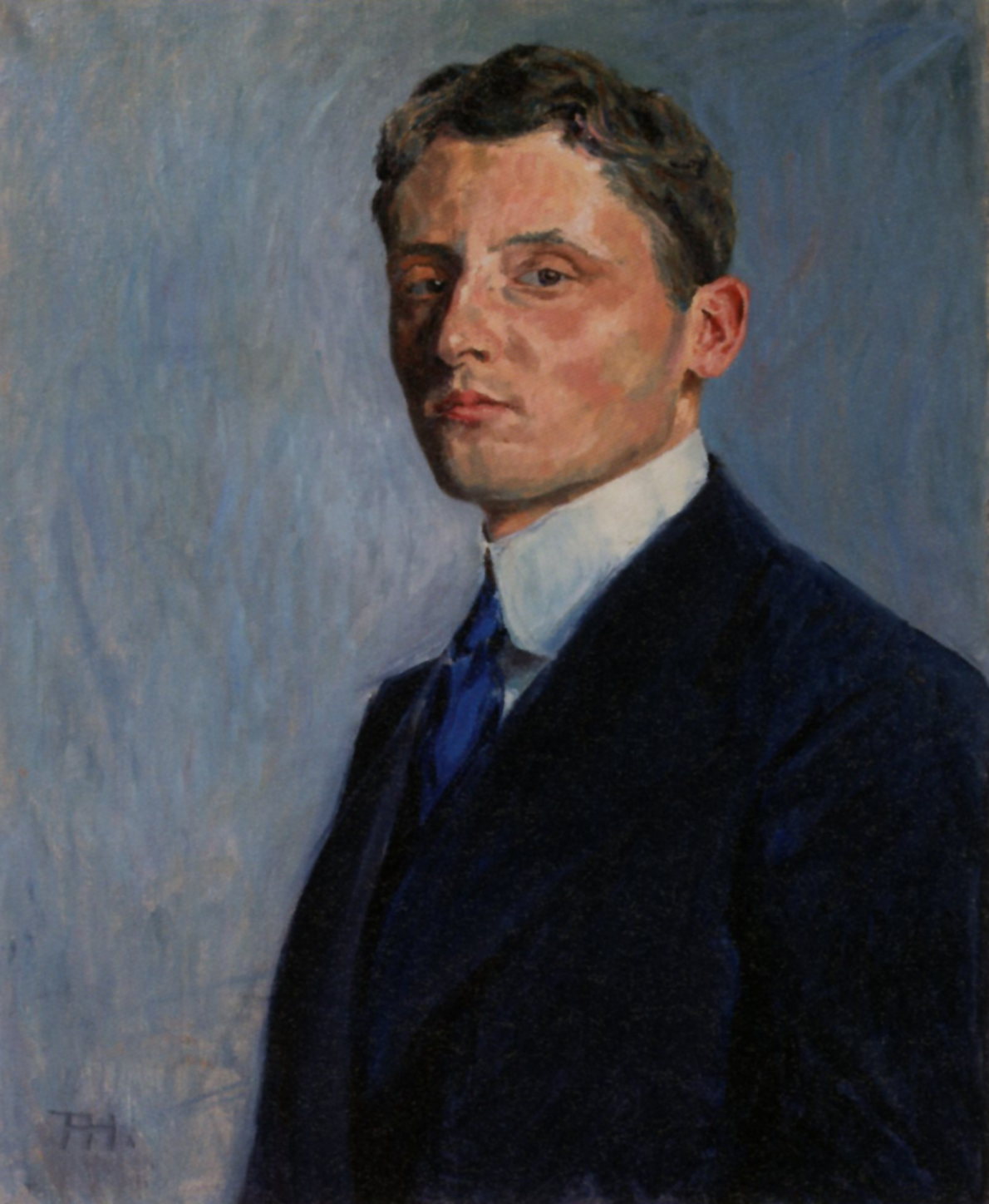
August Haake 1912 Autorretrato
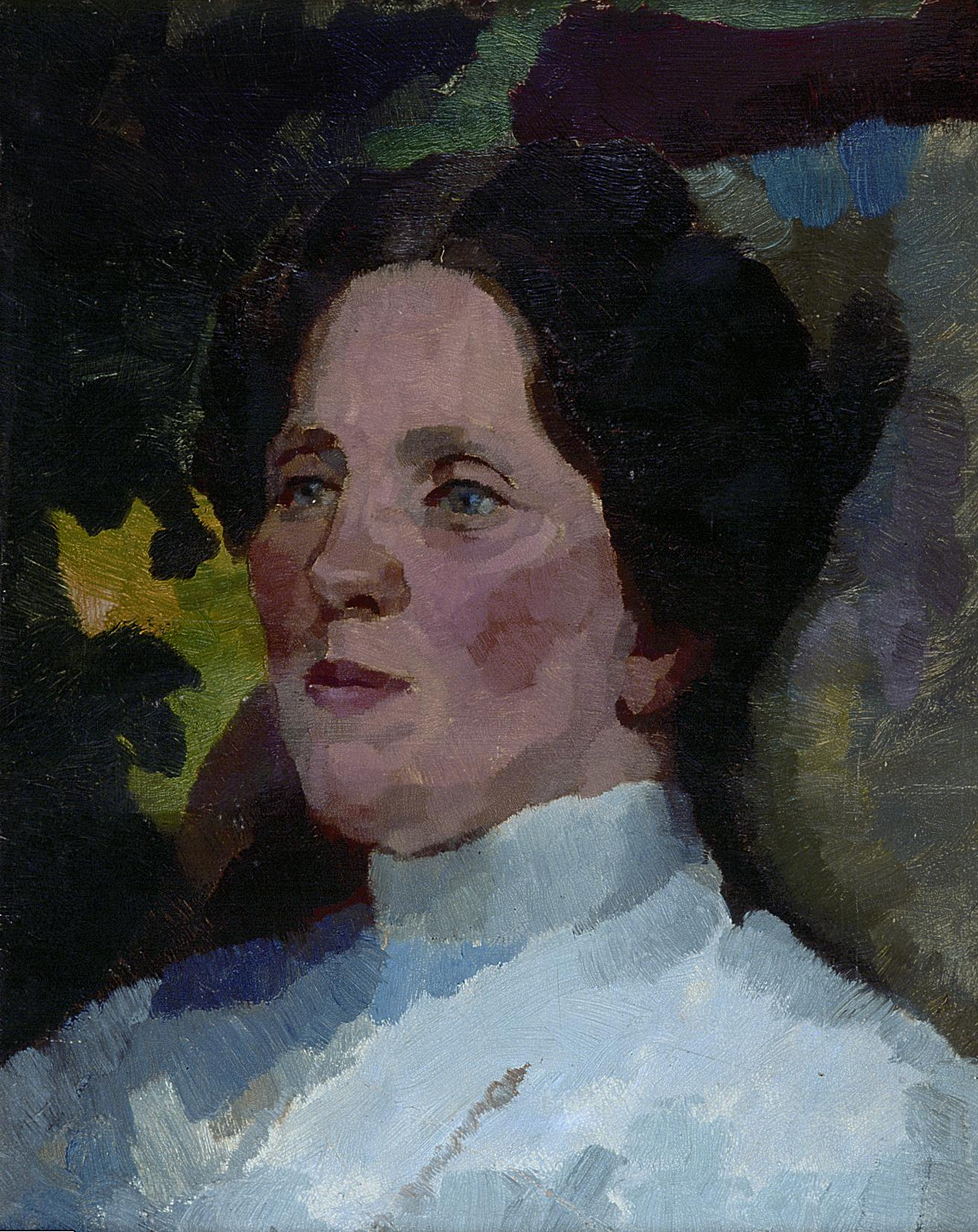
Paul Schroeter Retrato de Hermine Overbeck-Rohte
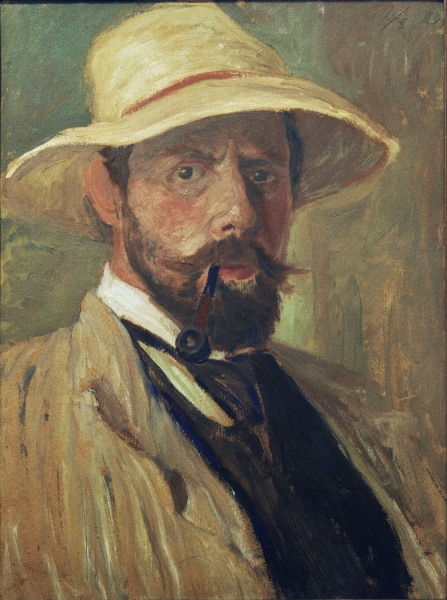
Fritz Overbeck autorretrato
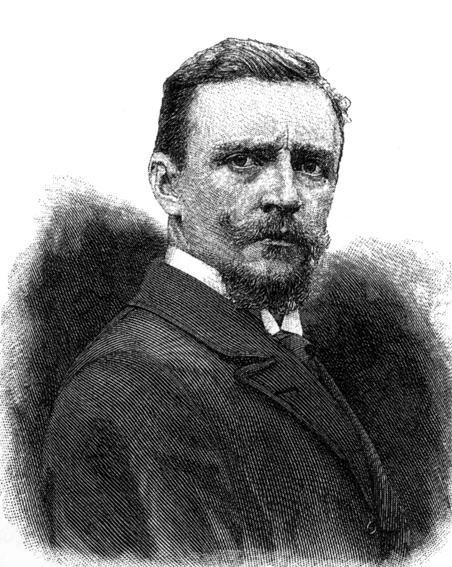
Carl Vinnen - 1899